# Voie express Fès - Sefrou
La voie rapide Fès-Sefrou est le dédoublement de la route N4 entre Fès et Sefrou, dont l’objectif est d’améliorer la fluidité du trafic et la sécurité routière sur cet axe structurant de la région Fès-Meknès, ainsi que le raccordement de la ville de Sefrou à l'autoroute Fès - Oujda par une infrastructure de qualité.

## Coût et financement
Le coût global du projet était estimé en 2007 à 132 millions de Dirhams. Réalisé sous maîtrise d'ouvrage de l'État, le financement est assuré à 64 % par le gouvernement marocain et 36 % par la région. Engagés en janvier 2008, les travaux doivent durer 24 mois.

## Sorties
Les sorties de voies rapides au Maroc ne sont pas de types autoroutier comme en Europe. Elles peuvent comporter des giratoires, une bretelle de sortie, une entrée dans un seul sens avec l'obligation de couper la route pour l'autre sens. Tout cela dépend de l'importance de la route.
La voie rapide se termine a la ville de Sefrou.